# رولز-رویس تی۴۰۶
رولز-رویس تی۴۰۶ (به انگلیسی: Rolls-Royce T406) یک موتور هواگرد ساختِ کارخانهٔ رولز-رویس نورث آمریکا و الیسن انجین در کشور ایالات متحده آمریکا است.